# Вільгельм Тірський
Вільге́льм Ті́рський (лат. Willelmus Tyrensis; 1130 — 29 вересня 1186) — єрусалимський католицький прелат, архієпископ Тірський (1175—1186). Канцлер Єрусалимського королівства за короля Амальріка І. Учасник і хроніст хрестових походів. Автор 23-томної «Історії», цінного джерела з історії Єрусалимського королівства та середньовічного Близького Сходу. Також — Гійо́м Ті́рський (фр. Guillaume de Tyr)

## Біографія
Народився в Єрусалимі. Вільно володів латиною, французькою, грецькою, арабською, сирійською та німецькою мовами. 
Вільгельм був архідияконом тірського митрополита і наставником принца-спадкоємця Болдуїна, саме він вперше зауважив у юного принца ознаки прокази. Дещо пізніше Вільгельм був посланцем до  Константинополя і Риму; за його участі та його зусиллями в 1168 році було укладено союз із Візантійським імператором Мануїлом I Комнином. 
У 1174 році Вільгельма було призначено архієпископом Тірським. На цій посаді він керував політикою Єрусалимського королівства; в 1179 році був присутній на Третьому Латеранському соборі в Римі, що встановив порядок обрання пап. По смерті Балдуїна IV (1185) королівство перебувало на межі загибелі, і  Вільгельм переїхав до Франції проповідувати необхідність нового хрестового походу. На його заклик зголосилися кілька європейських монархів (королі Англії, Франції та Німеччини). Вільгельм Тірський помер у 1186 році, так і не закінчивши свої праці. 

## «Історія»
- «Історія арабів» — не збереглася[3]. Описувала історію мусульманського світу від часів Магомета до 1184 року[3].
- «Історія» (лат. Historia) — в 23 книгах, упорядкована у 1170—1184 роках. Найповніша хроніка з історії хрестових походів, особливо першого і другого[3]. Описує події 1095—1184 років. Написана за наказом єрусалимського короля Альмаріка І[3]. Його наступник — монах Герольд — додав ще 7 книг, а вже невідомий історії монах довів розповідь до 1275 року ( «Історія священної війни християнських королів у Палестині та східних краях» (лат. Historia belli sacri a principibus christianis in Palaestina et in Oriente gesti)).